# Герхардсен, Эйнар
Э́йнар Ге́рхардсен (норв. Einar Gerhardsen, при рождении носил имя Эйнар Хенри Ольсен, норв. Einar Herny Olsen; 10 мая 1897[…], Аскер, Акерсхус — 19 сентября 1987[…], Осло) — норвежский политик, руководитель Норвежской рабочей партии, трижды премьер-министр Норвегии.

## Биография
Родился в семье дорожного рабочего и домохозяйки и рано начал трудовую деятельность — первоначально помощником официанта, затем дорожным рабочим. С 17 лет принимал участие в работе молодёжного крыла Рабочей партии (НРП). В 1918 году после официальной поддержки церковными властями «белых» в гражданской войны в Финляндии официально вышел из церкви. В 1920-е годы начал участвовать в коммунистическом движении (в 1919—1923 руководил норвежским комсомолом), в 1924 году принял участие в вооружённой акции Коммунистической молодёжной лиги, за что был приговорён к 75 дням тюремного заключения. Затем постепенно перешёл на социал-демократические позиции.
В 1932 году был избран членом городского совета Осло. С 1938 года — заместитель мэра. С 1939 года — заместитель председателя НРП, в 1935 году пришедшей под руководством Юхана Нюгорсвольда в власти.

После оккупации Норвегии в апреле 1940 года — исполняющий обязанности лидера НРП, 15-26 августа — мэр Осло (ушёл в отставку под давлением оккупационных властей). Тем не менее, согласно современным исследованиям, Герхардсен первоначально стремился к сотрудничеству с новыми властями, но его условия были отвергнуты немцами.
Принял активное участие в Движении Сопротивления, арестован 11 сентября 1941 года и интернирован в местный концентрационный лагерь Грини. В феврале 1942 года был обвинён в подпольной работе в концлагере, подвергнут пыткам и переведён в Заксенхаузен (в сентябре 1944 был возвращён в Грини).
В июне 1945 года, после отставки главы правительства в изгнании Ю. Нюгорсвольда сформировал и возглавил временное правительство страны. Выборы в октябре того же года дали социал-демократам абсолютное большинство в стортинге, и Герхардсен, ставший председателем НРП, сформировал постоянный кабинет.

На посту главы правительства сыграл большую роль в восстановлении Норвегии, осуществив в экономической сфере частичное государственное регулирование торговли, промышленности и банковской деятельности. Резко снизились нищета и безработица. Введена система прогрессивного налогообложения и создана комплексная система социального обеспечения. Были проведены активная индустриализация и реформа здравоохранения. С марта 1946 года заработала программа дешёвого кредитования строительных жилищных кооперативов и частных застройщиков. Были введены повышенные пособия на второго и третьего ребёнка в семьях, а также пособия для неполных семей. Законом от 1947 года страхование по безработице было распространено на сельскохозяйственных рабочих. С июля 1954 года введено всеобщее 9-летнее школьное образование и выплаты по болезни, с 1957 года — всеобщие базовые пенсии, а с 1960 года — пенсии по инвалидности. При этом твёрдо выступал за сохранение рыночной экономики, а во внешней политике при нём Норвегия стала одной из стран-учредителей НАТО и поддерживалось развитие отношений с США.
В 1951 году ушёл в отставку, с 10 января 1954 года по 22 января 1954 года занимал пост председателя стортинга. В 1955 году вновь сформировал кабинет министров.
Новый период руководства правительством ознаменовался рядом скандалов. Так, в 1958 году Норвегия не препятствовала Израилю в незаконном получении плутония для ядерного оружия через норвежские компании, а в ноябре 1962 года произошла катастрофа в одной из шахт на Шпицбергене, унёсшая жизни нескольких шахтёров, что вызвало в 1963 году успешный парламентский вотум недоверия правительству, отказ Социалистической народной партии от поддержки кабинета и формирование нового консервативного коалиционного правительства, которое, однако, продержалось всего месяц, после чего социал-демократы вернулись к власти.
Тем не менее, на выборах в 1965 года НРП потерпела поражение, новый кабинет был сформирован под руководством Партии центра, а Герхардсен оставил руководство партией, и в 1969 году — и политику, хотя до своей кончины продолжал играть большую роль в общественной жизни страны и НРП, написав также автобиографию в пяти томах, охватывающую период с 1940 по 1978 годы.
В 1997 году был признан наиболее выдающимся премьер-министром Норвегии, ещё при жизни получил от граждан прозвище «Отец нации» (норв. Landsfaderen), а в 2005-м, согласно опросу, стал вторым по популярности политиком Норвегии XX века, уступив только королю Улафу V.
Встречаются спекуляции о связях его супруги с КГБ, однако достоверных подтверждений тому не обнародовано. Полковник Дубенский, возглавлявший в 1960-х годах под прикрытием должности советника посольства в Осло резидентуру КГБ отмечал: «Верна никогда не была нашим агентом, и мы никогда не подталкивали её к черте, которую сама не хотела переступить. Но она была весьма полезным контактом, может быть, самым важным из тех, которые у нас были в Норвегии».
В конце 2015 года из архивных материалов КГБ выяснилось, что он в 1957 году заключил соглашение с советской спецслужбой и получил конспиративное имя «Ян».